# 2013年のNBAドラフト
2013年のNBAドラフトは、2013年6月27日にニューヨーク市ブルックリン区にあるバークレイズ・センターにおいて開催された。2013年5月21日に行われた抽選によってクリーブランド・キャバリアーズが全体1位指名権を獲得。

## ドラフト指名

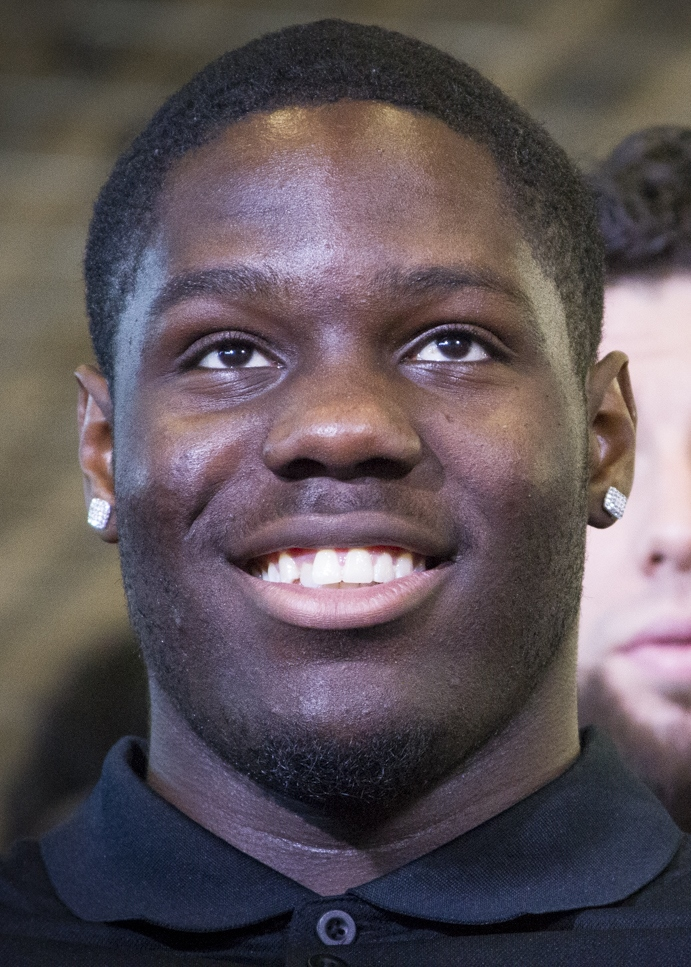
アンソニー・ベネットは全体1位でクリーブランド・キャバリアーズに指名されたものの、史上最悪のドラフト1位選手の一人と称された

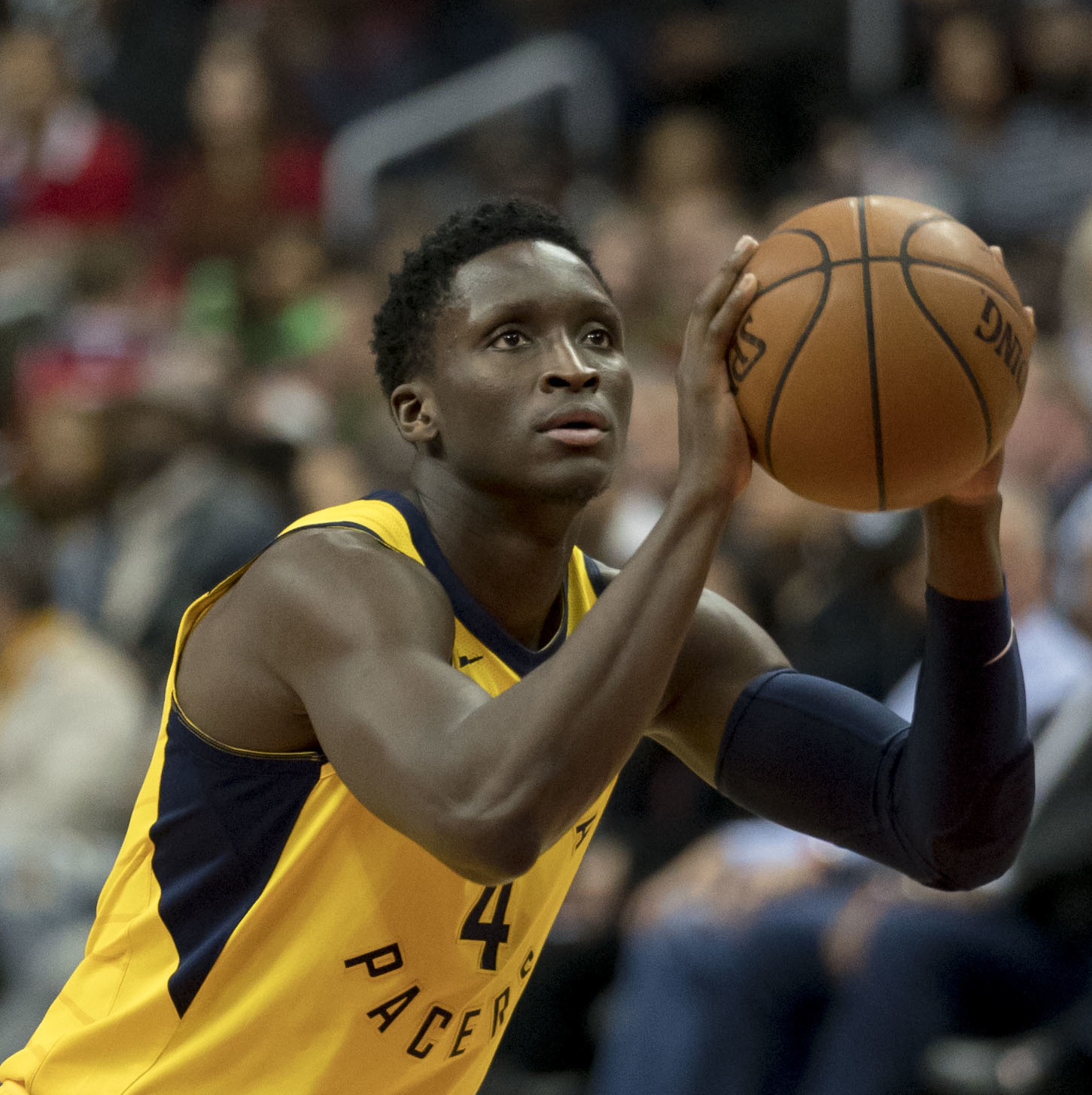
ビクター・オラディポは全体2位でオーランド・マジックに指名された

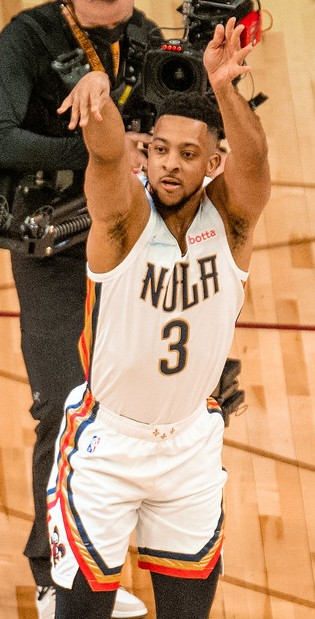
CJ・マッカラムは全体10位でポートランド・トレイルブレイザーズに指名された

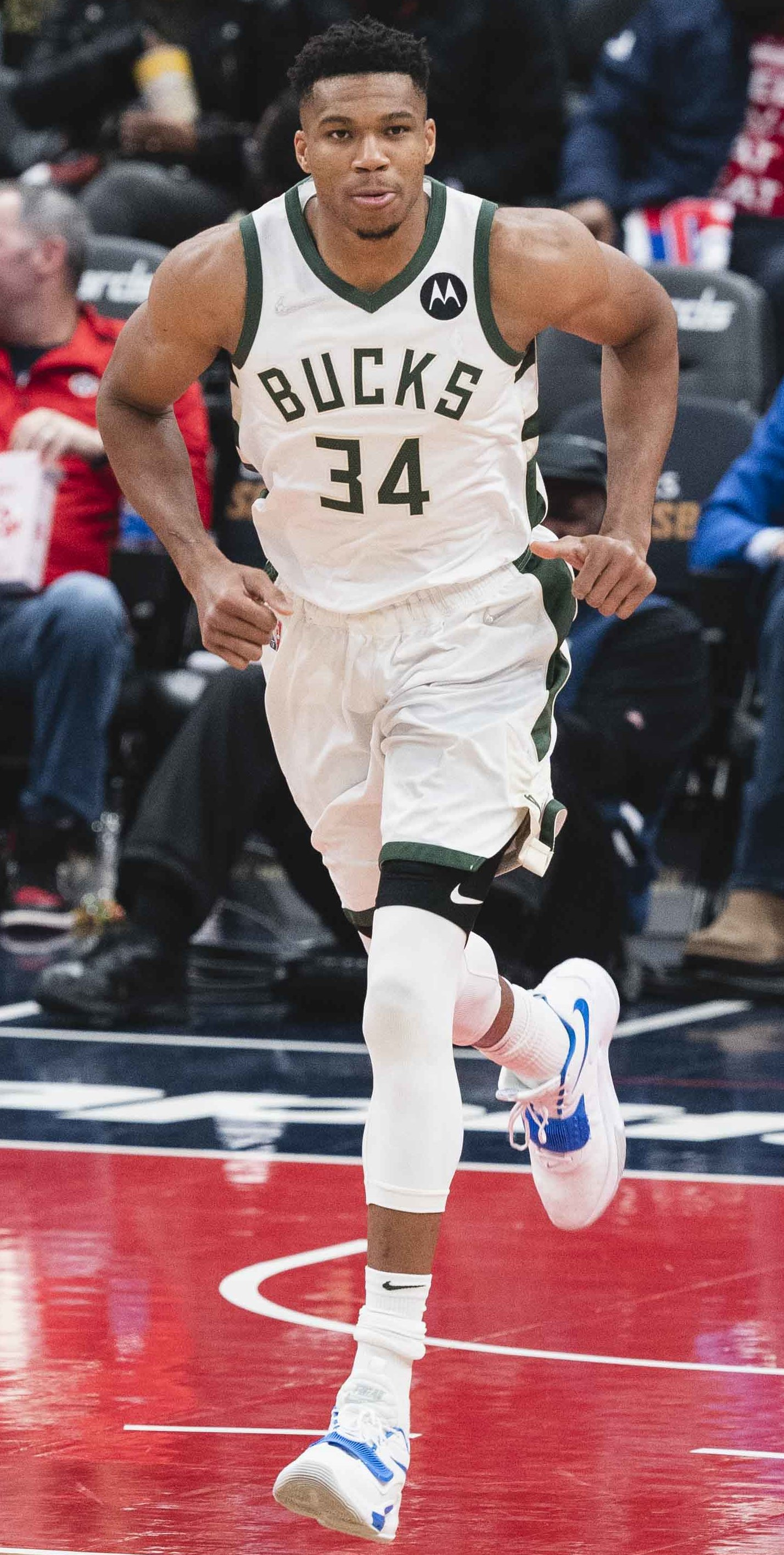
ヤニス・アデトクンボは全体15位でミルウォーキー・バックスに指名された

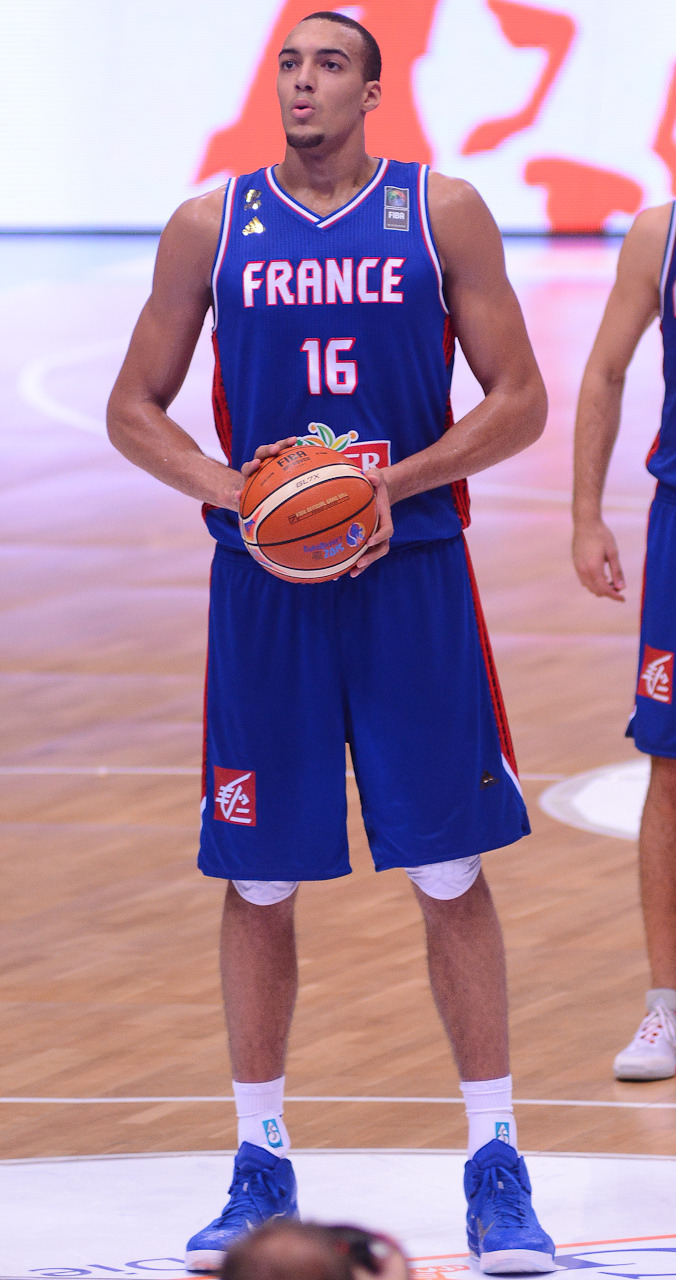
ルディ・ゴベアは全体27位でデンバー・ナゲッツに指名された（その後にユタへトレード）

| PG | ポイントガード | SG | シューティングガード | SF | スモールフォワード | PF | パワーフォワード | C | センター |

| * | バスケットボール殿堂入り      |
| ^ | 現役プレーヤー                |
| A | オールNBAチーム               |
| R | NBAオールルーキーチーム       |
| D | NBAオールディフェンシブチーム |
| C | NBAチャンピオン               |
| F | ファイナルMVP                 |
| # | NBAでのプレー経験なし         |
| M | シーズンMVP                   |

### 1巡目
| 指名順 | 選手名                                      | 経歴          | 国籍             | 指名チーム | 出身校など\|-                                              |
| ------ | ------------------------------------------- | ------------- | ---------------- | --- | ---------------------------------------------------------- |
| 1      | アンソニー・ベネット (PF)                   |               | カナダ           | クリーブランド・キャバリアーズ                                                                                               | UNLV                                                       |
| 2      | ビクター・オラディポ (SG)                   | S A R D       | アメリカ合衆国   | オーランド・マジック | インディアナ大学                                           |
| 3      | オット・ポーター・ジュニア (SF)             | C             | アメリカ合衆国   | ワシントン・ウィザーズ | ジョージタウン大学                                         |
| 4      | コディ・ゼラー (PF)                         | R             | アメリカ合衆国   | シャーロット・ボブキャッツ                                                                                                   | インディアナ大学                                           |
| 5      | アレックス・レン (C)                        |               | ウクライナ       | フェニックス・サンズ | メリーランド大学                                           |
| 6      | ナーレンズ・ノエル (PF)                     | R             | アメリカ合衆国   | ニューオーリンズ・ペリカンズ→フィラデルフィアにトレード                                                                      | ケンタッキー大学                                           |
| 7      | ベン・マクレモア (SG)                       |               | アメリカ合衆国   | サクラメント・キングス | カンザス大学                                               |
| 8      | ケンテイビアス・コールドウェル＝ポープ (SG) | C             | アメリカ合衆国   | デトロイト・ピストンズ | ジョージア大学                                             |
| 9      | トレイ・バーク (PG)                         | R             | アメリカ合衆国   | ミネソタ・ティンバーウルブズ→ユタにトレード                                                                                  | ミシガン大学                                               |
| 10     | CJ・マッカラム (SG)                         |               | アメリカ合衆国   | ポートランド・トレイルブレイザーズ                                                                                           | リーハイ大学                                               |
| 11     | マイケル・カーター＝ウィリアムズ (PG)ROY    | R             | アメリカ合衆国   | フィラデルフィア・76ers | シラキュース大学                                           |
| 12     | スティーブン・アダムズ (C)                  | R             | ニュージーランド | オクラホマシティ・サンダー（トロントからヒューストンを経由して）                                                             | ピッツバーグ大学                                           |
| 13     | ケリー・オリニク (C)                        | R             | カナダ           | ダラス・マーベリックス→ボストンにトレード                                                                                    | ゴンザガ大学                                               |
| 14     | シャバズ・ムハンマド (SG)                   |               | アメリカ合衆国   | ユタ・ジャズ→ミネソタにトレード                                                                                              | UCLA                                                       |
| 15     | ヤニス・アデトクンボ (SF)                   | S A R D C F M | ギリシャ         | ミルウォーキー・バックス | BCフィラスチティコス（ギリシャ）                           |
| 16     | ルーカス・ノゲイラ (C)                      |               | ブラジル         | ボストン・セルティックス→ダラスとアトランタを経由してトロントにトレード                                                      | CBエストゥディアンテス（スペイン）                         |
| 17     | デニス・シュルーダー (PG)                   |               | ドイツ           | アトランタ・ホークス | バスケットボール・レーヴェン・ブラウンシュワイク（ドイツ） |
| 18     | シェーン・ラーキン (PG)                     |               | アメリカ合衆国   | アトランタ・ホークス（ヒューストンからブルックリンを経由して） →ダラスにトレード                                             | マイアミ大学                                               |
| 19     | セルゲイ・カラセフ (SG)                     |               | ロシア           | クリーブランド・キャバリアーズ（ロサンゼルス・レイカーズから）                                                               | トリュムプ・リュベルツイ（ロシア）                         |
| 20     | トニー・スネル (SG)                         |               | アメリカ合衆国   | シカゴ・ブルズ | ニューメキシコ大学                                         |
| 21     | ゴーギー・ジェン (C)                        | R             | セネガル         | ユタ・ジャズ（ゴールデンステートからブルックリンを経由して） →ミネソタにトレード                                             | ルイビル大学                                               |
| 22     | メイソン・プラムリー (PF)                   | R             | アメリカ合衆国   | ブルックリン・ネッツ | デューク大学                                               |
| 23     | ソロモン・ヒル (SF)                         |               | アメリカ合衆国   | インディアナ・ペイサーズ | アリゾナ大学                                               |
| 24     | ティム・ハーダウェイ・ジュニア (SG)         | R             | アメリカ合衆国   | ニューヨーク・ニックス | ミシガン大学                                               |
| 25     | レジー・ブロック (SG)                       |               | アメリカ合衆国   | ロサンゼルス・クリッパーズ                                                                                                   | ノースカロライナ大学                                       |
| 26     | アンドレ・ロバーソン (SF)                   |               | アメリカ合衆国   | ミネソタ・ティンバーウルブズ（メンフィスからヒューストンを経由して） →ゴールデンステートを経由してオクラホマシティにトレード | コロラド大学                                               |
| 27     | ルディ・ゴベア (C)                          | S A D         | フランス         | デンバー・ナゲッツ→ユタにトレード                                                                                            | ショレ・バスケット（フランス）                             |
| 28     | リビオ・ジャン＝シャルル (SF)               | #             | フランス         | サンアントニオ・スパーズ | ASVEL・バスケット（フランス）                              |
| 29     | アーチー・グッドウィン (SG)                 |               | アメリカ合衆国   | オクラホマシティ・サンダー →ゴールデンステートを経由してフェニックスにトレード                                               | ケンタッキー大学                                           |
| 30     | ネマーニャ・ネドビッチ (PG)                 | #             | セルビア         | フェニックス・サンズ（マイアミからクリーブランドとロサンゼルス・レイカーズを経由して） →ゴールデンステートにトレード         | リエトゥヴォス・リータス（リトアニア）                     |

### 2巡目
| 指名順 | 選手名                          | 経歴 | 国籍           | 指名チーム | 出身校など\|-                                  |
| ------ | ------------------------------- | ---- | -------------- | --- | ---------------------------------------------- |
| 31     | アレン・クラブ (SG)             |      | アメリカ合衆国 | クリーブランド・キャバリアーズ（オーランドから）→ポートランドにトレード                                          | カリフォルニア大学                             |
| 32     | アレックス・アブリネス (SG)     |      | スペイン       | オクラホマシティ・サンダー（シャーロットからボストンとヒューストンを経由して）                                   | FCバルセロナ（スペイン）                       |
| 33     | キャリック・フィーリックス (SG) |      | アメリカ合衆国 | クリーブランド・キャバリアーズ                                                                                   | アリゾナ州立大学                               |
| 34     | アイザイア・カナアン (PG)       |      | アメリカ合衆国 | ヒューストン・ロケッツ（フェニックスから）                                                                       | マレー州立大学                                 |
| 35     | グレン・ライス・ジュニア (SG)   |      | アメリカ合衆国 | フィラデルフィア・76ers（ニューオーリンズから） →ワシントンにトレード                                            | リオグランデバレー・バイパーズ（NBADL）        |
| 36     | レイ・マッカラム (PG)           |      | アメリカ合衆国 | サクラメント・キングス                                                                                           | デトロイト大学                                 |
| 37     | トニー・ミッチェル (PF)         |      | アメリカ合衆国 | デトロイト・ピストンズ                                                                                           | ノーステキサス大学                             |
| 38     | ネイト・ウォルターズ (PG)       |      | アメリカ合衆国 | ワシントン・ウィザーズ→フィラデルフィアを経由してミルウォーキーにトレード                                        | サウスダコタ州立大学                           |
| 39     | ジェフ・ウィジー (C)            |      | アメリカ合衆国 | ポートランド・トレイルブレイザーズ （ミネソタからクリーブランドとボストンを経由して）→ニューオーリンズにトレード | カンザス大学                                   |
| 40     | グラント・ジェレット (PF)       |      | アメリカ合衆国 | ポートランド・トレイルブレイザーズ                                                                               | アリゾナ大学                                   |
| 41     | ジャマール・フランクリン (SG)   |      | アメリカ合衆国 | メンフィス・グリズリーズ （トロントからダラスとトロントを経由して）                                              | サンディエゴ州立大学                           |
| 42     | ピエアー・ジャクソン (PG)       | #    | アメリカ合衆国 | フィラデルフィア・76ers→ニューオーリンズにトレード                                                               | ベイラー大学                                   |
| 43     | リッキー・リド (SG)             |      | アメリカ合衆国 | ミルウォーキー・バックス                                                                                         | プロビデンス大学                               |
| 44     | マイク・マスカラ (C)            |      | アメリカ合衆国 | ダラス・マーベリックス→アトランタにトレード                                                                      | バックネル大学                                 |
| 45     | マルコ・トドロビッチ (C)        | #    | モンテネグロ   | ポートランド・トレイルブレイザーズ（ボストンから）                                                               | FCバルセロナ                                   |
| 46     | エリック・グリーン (PG)         |      | アメリカ合衆国 | ユタ・ジャズ→デンバーにトレード                                                                                  | バージニア工科大学                             |
| 47     | ラウル・ネト (PG)               |      | ブラジル       | アトランタ・ホークス → ユタにトレード                                                                            | サン・セバスティアン・ギプスコアBC（スペイン） |
| 48     | ライアン・ケリー (C)            |      | アメリカ合衆国 | ロサンゼルス・レイカーズ                                                                                         | デューク大学                                   |
| 49     | エリック・マーフィー (PF)       | #    | アメリカ合衆国 | シカゴ・ブルズ                                                                                                   | フロリダ大学                                   |
| 50     | ジェームズ・エニス (SF)         |      | アメリカ合衆国 | アトランタ・ホークス                                                                                             | ロングビーチ州立大学                           |
| 51     | ロメロ・オスバイ (PF)           | #    | アメリカ合衆国 | オーランド・マジック（デンバーから）                                                                             | オクラホマ大学                                 |
| 52     | ロレンゾ・ブラウン (PG)         |      | アメリカ合衆国 | ミネソタ・ティンバーウルブズ（ブルックリンから）                                                                 | ノースカロライナ州立大学                       |
| 53     | コルトン・アイバーソン (C)      | #    | アメリカ合衆国 | インディアナ・ペイサーズ→ボストンにトレード                                                                      | コロラド州立大学                               |
| 54     | アルサラン・カゼミ (PF)         | #    | イラン         | ワシントン・ウィザーズ（ニューヨークから）                                                                       | オレゴン大学                                   |
| 55     | ジョフリー・ロヴァーン (C)      |      | フランス       | メンフィス・グリズリーズ→デンバーにトレード                                                                      | KKパルチザン（セルビア）                       |
| 56     | ペイトン・シーバ (PG)           | #    | アメリカ合衆国 | デトロイト・ピストンズ（ロサンゼルス・クリッパーズから）                                                         | ルイビル大学                                   |
| 57     | アレックス・オリアキ (C)        | #    | アメリカ合衆国 | フェニックス・サンズ（デンバーからロサンゼルス・レイカーズを経由して）                                           | ミズーリ大学                                   |
| 58     | デショーン・トーマス (PF)       | #    | アメリカ合衆国 | サンアントニオ・スパーズ                                                                                         | オハイオ州立大学                               |
| 59     | ボヤン・ドゥビジェビッチ (C)    | #    | モンテネグロ   | ミネソタ・ティンバーウルブズ（オクラホマシティから）                                                             | バレンシアBC（スペイン）                       |
| 60     | ジャニス・ティムマ (SF)         | #    | ラトビア       | メンフィス・グリズリーズ（マイアミから）→オーランドにトレード                                                    | BKベンツビルス（ラトビア）                     |

## ドラフト外入団の主な選手
- イアン・クラーク (SG), ベルモント大学
- ロバート・コビントン (SF), テネシー州立大学
- セス・カリー (SG), デューク大学
- トロイ・ダニエルズ (SG), バージニア・コモンウェルス大学
- ドウェイン・デドモン (C), 南カリフォルニア大学
- マシュー・デラベドバ (PG), セント・メアリーズ大学
- ロドニー・マグルーダー (SG), カンザス州立大学
- ニコロ・メリ (C), イタリア
- ダニエル・タイス (C), ドイツ